# Bolwell Nagari
Der Bolwell Nagari ist ein Sportwagen des australischen Automobilherstellers Bolwell. Der erste Nagari Mk. VIII wurde von 1969 bis 1974 gebaut, der Nagari Mk. X kam 2008 heraus.

## Nagari Mk. VIII
Nagari ist ein Wort der australischen Aborigines, das im Deutschen „fließend“ bedeutet. Der Nagari Mk. VIII war der erste komplette Sportwagen, den Bolwell herstellte. Es entstanden 127 Coupés und 13 Cabriolets. Das Modell wurde von 1969 bis 1974 hergestellt und war das bekannteste der neun Modelle des Herstellers (Mk. I – Mk. VIII und Ikara). Der Nagari hatte einen Ford-V8-Motor mit 4949 cm³ oder 5752 cm³ Hubraum, ein Zentralrohrfahrgestell mit 2280 mm Radstand und ein Leergewicht von 920 kg. Auch die meisten anderen Komponenten kamen von Ford, wie z. B. Radaufhängung und Stoßdämpfer, oder vom Austin 1800, wie die Lenkung.

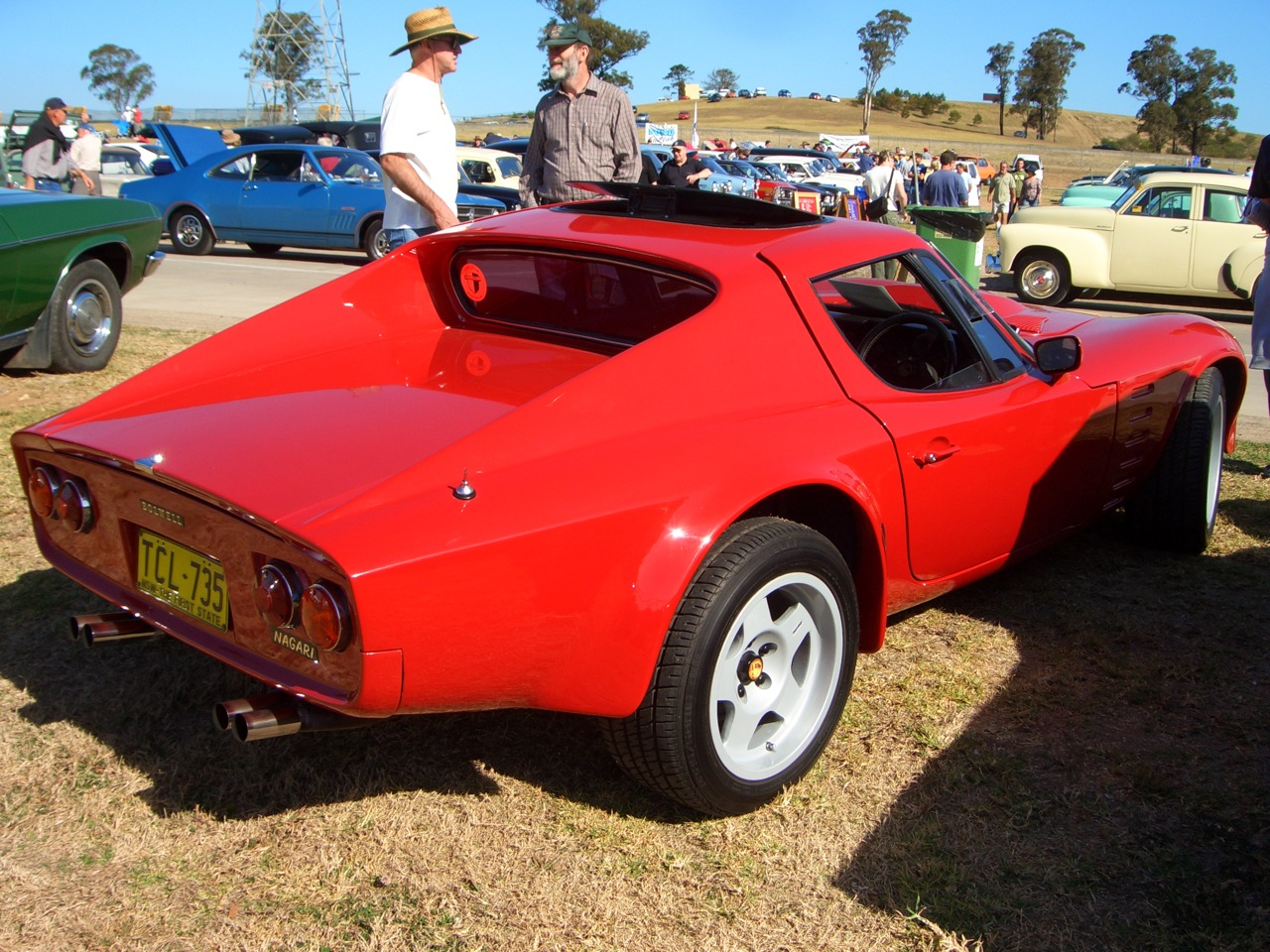
Nagari Mk. VIII von hinten
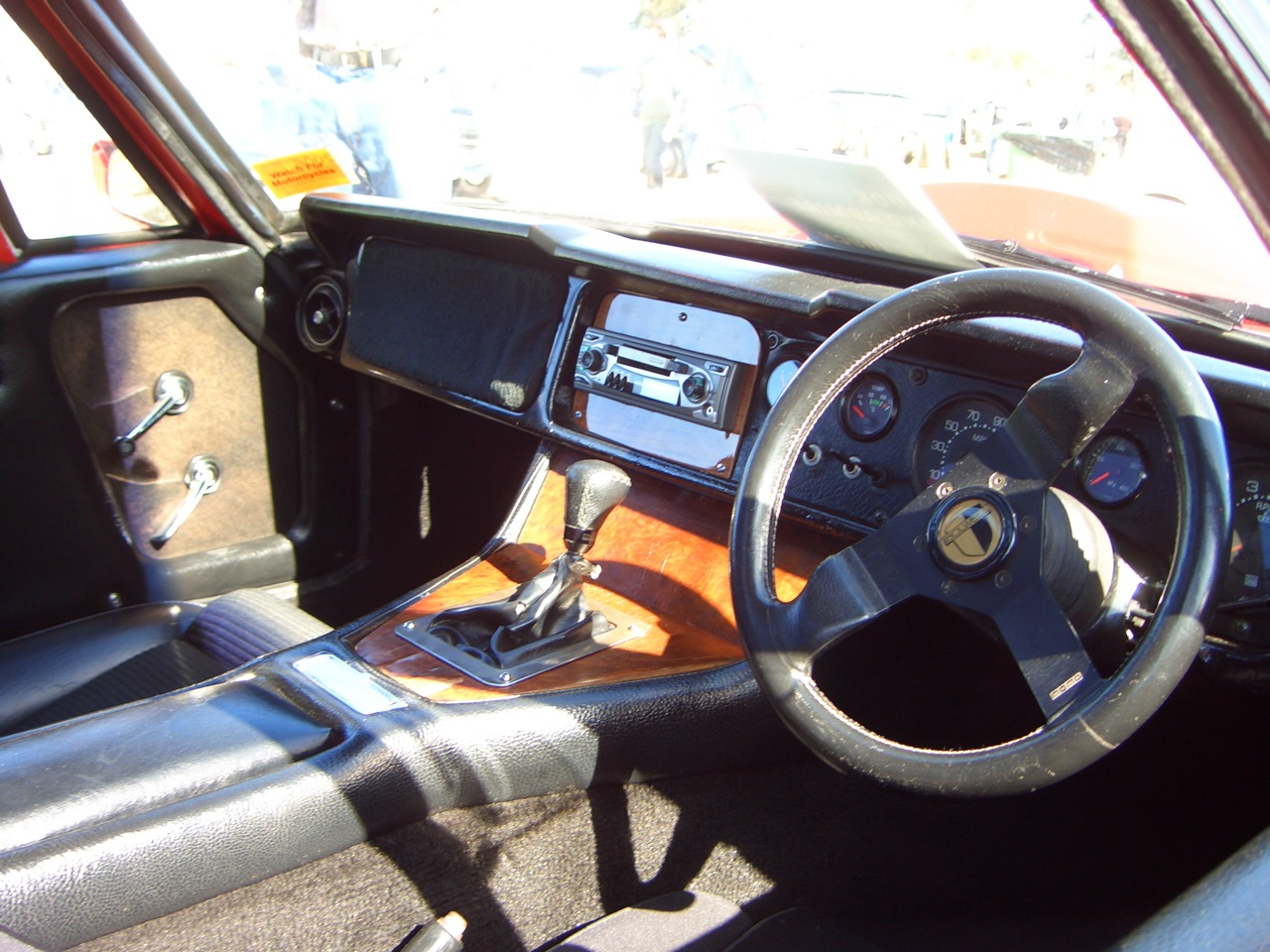
Innenraum des Nagari Mk. VIII

## Nagari Mk. X
Ende 2006 kündigte Bolwell an, dass man ein neues Modell mit GFK-Karosserie unter dem Namen Nagari herausbringen wolle und der Fertigungsbeginn wurde für 2008 angekündigt. Der Prototyp erschien auf der Melbourne International Motor Show 2008 und der Sydney International Motor Show 2008 und wurde von einem aufgeladenen 3,5 l-V6-Motor aus dem Toyota Aurion angetrieben. Ein Saugmotor gleicher Größe ist ebenfalls verfügbar. Zurzeit gibt es den Nagari nur mit einem sechsstufigen Automatikgetriebe (mit oder ohne Paddel an der Lenksäule), aber ein Schaltgetriebe befindet sich in Vorbereitung. Der neue Nagari ist ein zweisitziges Coupé mit einem Zentralrohr aus CFK, Hilfsrahmen hinten und vorne und einer CFK-Karosserie. Die Heckleuchten stammen von aktuellen Honda Integra. Die Grundausstattung ist karg; die Preise beginnen bei AU-$ 150.000,-- und können bis auf AU-$ 260.000,-- für ein komplett ausgestattetes Modell mit aufgeladenem Motor und Schaltgetriebe steigen.

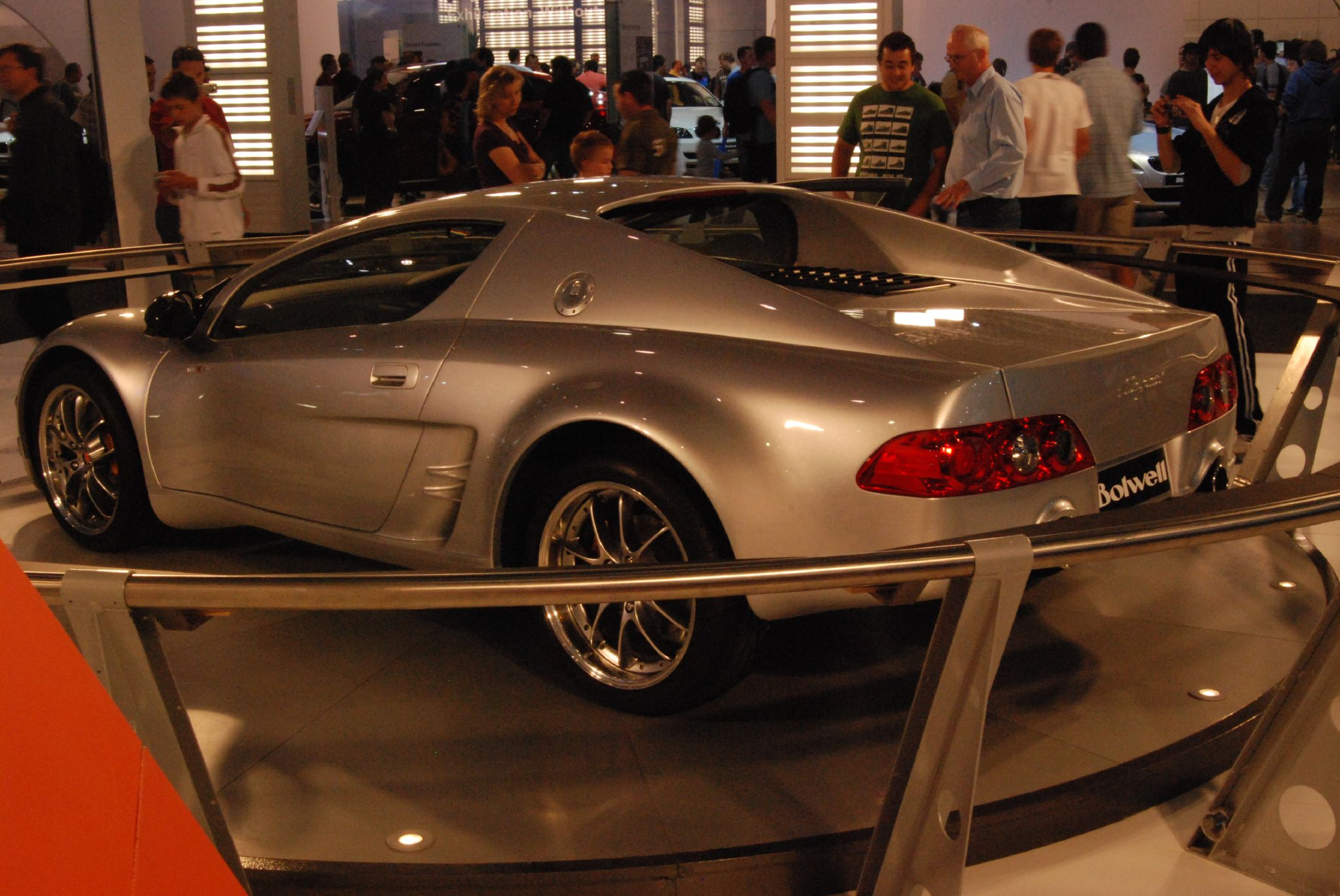
Nagari Mk. X von hinten
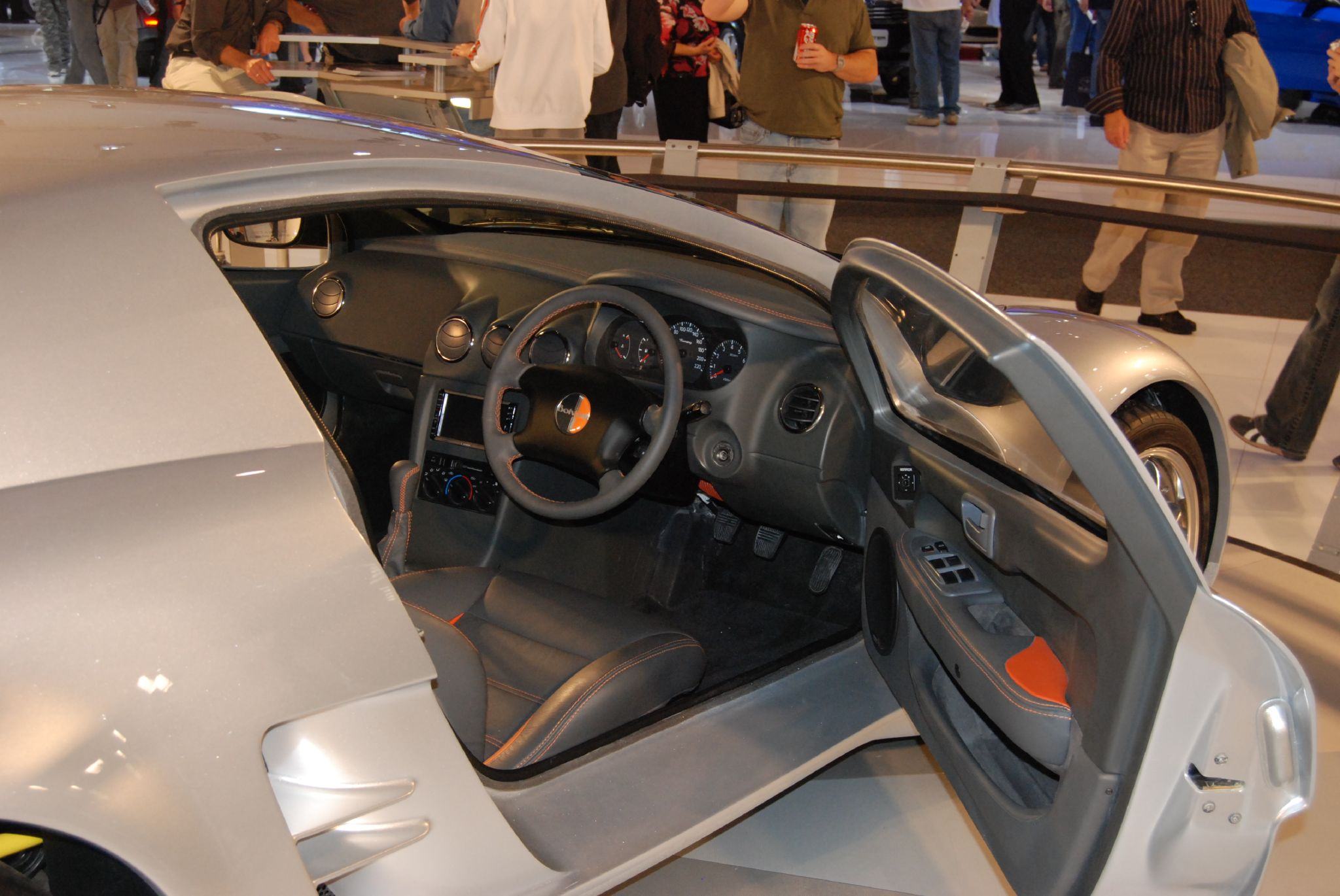
Innenraum des Nagari Mk. X